# Biton (Burkina Faso)
Pour les articles homonymes, voir Biton (homonymie).
Biton est une commune rurale située dans le département de Tiéfora de la province de Comoé dans la région des Cascades au Burkina Faso.

## Histoire
Biton est un village tiéfo situé dans la province du Comoé et ses habitants sont des bitchouhos.